# My Skin Is Cold
My Skin Is Cold treći je EP norveškog black metal-sastava Satyricon. Diskografska kuća Roadrunner Records objavila ga je 2. lipnja 2008.

## Popis pjesama
| 1.    | »My Skin Is Cold«                                                           | 5:06 |
| 2.    | »Live Through Me« (remasterirana bonus pjesma iz albuma Volcano)            | 5:12 |
| 3.    | »Existential Fear-Questions« (remasterirana bonus pjesma iz albuma Volcano) | 6:02 |
| 4.    | »Repined Bastard Nation« (uživo)                                            | 5:48 |
| 5.    | »Mother North« (uživo)                                                      | 9:06 |
| 31:14 |                                                                             |      |

## Osoblje
Satyricon
- Satyr – vokal, gitara, klavijature, miks
- Frost – bubnjevi

Dodatni glazbenici
- Snorre Ruch – dodatna gitara (na pjesmi "My Skin Is Cold")
- Knut Schreiner – solo-gitara (na pjesmi "Existential Fear-Questions")
- Steinar Gundersen – gitara (na 4. i 5. pjesmi)
- Obsidian Claw – gitara (na 4. i 5. pjesmi)
- Lars K. Norberg – bas-gitara 4. i 5. pjesmi)
- Jonna Nikula – klavijature (na 4. i 5. pjesmi)
- Victor Brandt – bas-gitara

Ostalo osoblje
- Lars Klokkerhaug – inženjer zvuka, miks